# Plano (Unicode)
No padrão Unicode, um plano é um grupo contínuo de 65.536 (= 216) pontos de código. Há 17 planos, identificados pelos números de 0 a 16decimal, o que corresponde com os possíveis valores de 00-10hexadecimal das duas primeiras posições no formato de seis posições (hhhhhh). Os planos acima do plano 0 (o Plano Multilíngue Básico), ou seja, os planos de 1-16, são chamados de "planos suplementares". A partir da versão 7.0, seis dos planos tiveram pontos de código (caracteres) atribuídos, e quatro foram nomeados.

## Plano Multilíngue Básico

Uma representação gráfica do Plano Multilíngue Básico (BMP) do Unicode. Cada caixa numerada representa 256 pontos de código.

O primeiro plano, plano 0, o Plano Multilíngue Básico (PMB), é onde a maioria dos caracteres foram atribuídos até agora. O PMB contém caracteres para quase todas as línguas modernas e um grande número de caracteres especiais. Um dos principais objetivos para a PMB é apoiar a unificação dos conjuntos de caracteres anteriores, bem como dos caracteres para escrita. A maioria dos pontos de código alocados no PMB são usados para codificar chinês, japonês e coreano (CJK). 
Os códigos Substitutos Altos (U+D800-U+DBFF) e os Substitutos Baixos (U+DC00-U+DFFF) são reservados para a codificação de caracteres não-PMB em UTF-16 usando um par de códigos de 16 bits: um Substituto Alto e um Substituto Baixo. Um único ponto de código substituto nunca será atribuído um caractere. 